# Trephopoda
Trephopoda is een geslacht van spinnen uit de familie bodemjachtspinnen (Gnaphosidae).

## Soorten
De volgende soorten zijn bij het geslacht ingedeeld:
- Trephopoda aplanita (Tucker, 1923)
- Trephopoda biamenta (Tucker, 1923)
- Trephopoda ctenipalpis (Lawrence, 1927)
- Trephopoda hanoveria Tucker, 1923
- Trephopoda kannemeyeri (Tucker, 1923)
- Trephopoda parvipalpa (Tucker, 1923)